# Nur-ad-Din Arslan-Xah I
Al-Màlik al-Àdil Nur-ad-Din Abu-l-Hàrith Arslan-Xah ibn Massud ibn Mawdud ibn Zengi fou el sisè atabeg zengita de Mossul, regnant de 1193 a 1211.
L'abril del 1190 el seu pare el va enviar amb un exèrcit per ajudar a Saladí contra els croats que assetjaven Sant Joan d'Acre. Va succeir el seu pare Izz-ad-Din Massud I quan aquest va morir el 28 d'agost de 1193, però va quedar sota tutela del governador de la fortalesa de Mossul, Mujàhid-ad-Din Kaymaz az-Zayní, un eunuc que va governar de fet fins a la seva mort el 1198/1199. Es va independitzar de fet dels aiúbides i va intentar controlar Nisibin que estava dins els territoris del seu oncle Imad-ad-Din Zengi II que va morir el 1197, i llavors contra el seu fill Qutb-ad-Din Muhàmmad (1199), però no va aconseguir la seva possessió per la intervenció dels aiúbides (al-Àdil I i el seu fill al-Kàmil) al Diyar Bakr, assetjant Mardin; Nur-ad-Din els va derrotar i rebutjar cap a Damasc, però després es va posar malalt i va tornar a Mossul. Kutb al-Din Muhammad es va sotmetre a al-Adil I el 1203/1204; l'any següent Nur-ad-Din va intentar conquerir Tell Afar però va fracassar. Llavors Nur-ad-Din es va aliar a al-Adil i va casar a la seva filla amb el fill de l'aiúbida, i junts llavors van combatre a Kutb al-Din. Un temps després va intervenir el'amir d'Irbil, Mudhàffar-ad-Din Gökbüri que va formar una coalició contra al-Adil en la qual van entrar Qutb-ad-Din i el sultà de Rum, Khay Khusraw I. Això va permetre a Qutb-ad-Din conservar Sindjar fins a la seva mort el 1219.
Nur-ad-Din Arslan-Xah I va morir el gener del 2011. Al govern de Mossul el va succeir el seu fill Izz-ad-Din Massud II de només deu anys.